# Detroit cheers
Detroit Community Scrip (také Detroit cheers) je lokální měna ve formě vlastních hotovostních peněz s působností omezenou na město Detroit ve státě Michigan v USA. Směnný kurz k dolaru je 1:1. Ke konci roku 2008 bylo možné cheers použít v 12 obchodech. Jde o peníze tří místních obchodníků, přičemž každý za tímto účelem předem uložil u bank 1500 USD. Vzhledem ke kurzu jde o specifický druh reklamy.